# نور جهان
نور جهان أو مِهرُ النساء (ميهرو نيسا) (ت. 1055 هـ) هي شاعرة وأميرة في دولة مغول الهند وزوجة الإمبراطور جهانكير (اسمه نور الدين سليم). وهي عمة الأميرة ممتاز محل زوجة ابن زوجها والإمبراطور شاه جهان الذي بنى تاج محل لأجلها. وكانت تُجيد الهندية والعربية والفارسية.

## سيرتها
هي نور جهان بيگم بنت اعتماد الدولة غياث الدين الهندية، المعروفة بمخفي. كان اسمها قبل زواجها من جهانكير مِهرُ النِساء (يُنطق ميهرو نيسا) الذي يعني شمس النساء أو الشمس بين النساء  ثم عندما تزوجت من امبراطور المغول غيّر اسمها إلى «نور جهان» الذي يعني «نور الدُنيا» أو «نور العالم». زوجها جلال الدين أكبر من قائده العسكري شير أفغان (أسد الأفغان) وذلك كمكافأة على إنقاذه ابنه الأمير جهانكير من نمور هاجمته ، وعندما مات جلال الدين أكبر تولى الحكم ابنه جهان گير شاه أو عالمگير پادشاه الذي كان يعرفها قبل زواجها من شير أفغان، وما آن أصبح جهانكر الملك حتى تمّ اغتيال زوجها الأول شير أفغان من قِبل حاكم البنغال لأنّه تهجم عليه لعدة مرات، وقيل أن شير أفغان هاجم حاكم البنغال لأنّ جهانكير أرسله لكي يطلب منه تطليق نور جهان لكي يتزوجها فتهجم عليه فتم تدبير اغتياله. وكان عمر نور جهان 28 عندما ترملت وأنجبت من زوجها الأول ابنة، بعد ذلك أرسلت لها الملكة رقية سلطان بيكم المعروفة بلقب «باتشا بيگام» زوجة جلال الدين أكبر رسالة تطلب منها أن تأتي مع ابنتها لتقيم بالقصر الملكي لكي تخدمها ، وبقيت كوصيفة للملكة لمدة ست سنوات ثم تزوجها الإمبراطور جهانكير عام 1611 م عندما كان عمرها 34 عام وعمره 42 عام، وكانت الزوجة العشرين والأخيرة لجهانكير الذي لم يتزوج بعدها.
بعد الزواج أصبحت بمثابة الملكة في الهند حتى كادت قوتها تفوق قوة زوجها الإمبراطور وذلك بموافقة من جهانكير نفسه الذي أعطاها ما تشاء من القوة والسلطة لعشقه لها، فحكمت الهند لمدة 16 سنة، وخلال حكمها قامت بالكثير من الاصلاحات وحسنت من أوضاع الامبراطورية المغولية، وناصرت النساء والفقراء، ومن أشهر قرارتها هي منع الهندوس من حرق الأرامل إذا مات أزواجهن ، وأمرت بنقش صورتها على العملات فكانت الأميرة المغولية الوحيدة التي نُقِشت صورتها على العملات.
أحبها الناس ولكن أيضًا كان لها أعداء وهم العائلة الملكية الذين حاولوا تخفيف سلطتها وتدمير سلطانها والانقلاب عليها، من ضمنهم أولاد جهانكير من زوجاته القديمات شاه جهان وخُسرو، وكانت قد زوجت شاه جهان من ابنة أخيها ممتاز محل، وزوجت ابن جهانكير الأصغر شهريار من ابنتها من زوجها الأول حتى تأمنهم وتبقيهم إلى جانبها.
كان أول من ثار عليها هو خسرو بن جهانكير الذي انقلب عليها ولكنه فشل فلم تقتله بل عاقبته بأن أمرت بتخييط جفون عيونه فأصبح أعمى وقد قُتِل خسرو في وقت لاحق على يد أخيه شاه جهان.
كانت تجهز ابن زوجها الأصغر شهريار لكي يصبح الحاكم بعد والده لأنه كان مناصر لها وزوج لابنتها فلاحظ الأمير شاه جهان أنها تحاول أخذ حقه بالعرش فتمرد عليها فهُزِم أيضًا فعاقبته بالنفي بعيداً عن العاصمة.
كان لجهانكير يد يُمنى وقائد وصديق مقرب اسمه محبة خان، تمرد محبة على نور جهان، فقام بجمع الأمراء وقادة الجيش المعارضين لها وقاموا بمحاصرة الإمبراطور جهانكير مع من كان معه في رحلته لكشمير واختطفوه، بعد ذلك قامت نور جهان بتجهيز جيش عرمرم لإنقاذ زوجها الذي كان يبلغ حوالي 58 سنة وكانت نور جهان تبلغ 50 عاماً، والتقى جيشها بجيش محبة خان، وقادت الجيش بنفسها إذ ركبت على فيل حربي في مقدمة الجيش وأعطت الأوامر للقادة، هُزِم جيشها هزيمة نكراء، خلال اختطاف جهانكير قام صديقه محبة بتحريضه على نور جهان وأنّه لولاها لم يكن ليحدث ما حدث وسمم رأسه ضدها فوافقه جهانكير وأصبح ضد زوجته فاشترط عليه محبة حتى يطلق سراحه أن يُحاكم نور جهان ويعدمها إن تطلب الأمر، أخبر محبة نور جهان بوعد زوجها له أنه سيحاكمها فادعت نور جهان أنها استسلمت لمحبة وترجته بأن يسمح لها أن تقابل زوجها للمرة الأخيرة لتطلب منه المغفرة فانخدع محبة بها وسمح لها بذلك فبقيت معه فترة بسيطة استطاعت خلالها من إعادة هيام وعشق جهانكير لها فانتهى الأمر بإعدام محبة على انقلابه.
بعد ذلك عاد جهانكير ولكنه تأذى نفسياً بسبب حادثة خطفه فبدأ يُسرف بالشرب وخصوصاً أنه كان مدمناً للخمر، وخلال شهور بسيطة مات في حديقته. ثم حدث خلاف واضطراب بين العائلة حول من يحكم، أصبح شهريار زوج ابنتها حاكماً لفترة ولكن شاه جهان عاد من جديد يطلب مملكته فهو أكبر من شهريار فتجهزت نور جهان وحاربته بجيوشها طويلاً، وفي آخر معركة بينها وبينه خانها أخيها الأكبر أبو الحسن عاصف خان والد ممتاز محل زوجة شاه جهان الذي طفح به الكيل من أخته وغار من قوتها فانضم لزوج ابنته وحارب جيشها، انتهى الأمر بفوز شاه جهان وأخذه لعرش الامبراطورية، بسبب ابنة أخيها ممتاز محل وقوة تأثيرها بشاه جهان قام بالعفو عنها على كل ما فعلته معه ومع إخوانه، وأعطاها وابنتها قصراً فخماً حيثُ عاشت مكرمة حولها الخدم.
وبعد ذلك اعتزلت السياسة والناس وبدأت تكتب الشعر تحت اسم مستعار إلى أن توفيت سنة 1055 هـ ، وقبرها في الهند بين لاهور وكشمير.